# 伝送損失
伝送損失（でんそうそんしつ）とは、通信線路上を流れる電気信号や光信号の劣化度合いのこと。単位はデシベル（dB）。
一般に送受信設備を設置するにあたり、伝送損失は低いほうがよい。また、同じ通信線路でも、通過する信号 (たとえば電気信号では周波数、光信号では波長など) によって伝送損失は変化する。そのため、低損失が求められる場合はそれらに適した同軸ケーブルや導波管、光ケーブルなどを用いる。
ある通信線路において、伝送損失は常に一定とは限らない。たとえば無線の場合はフェージングなどの要素で、光ケーブルの場合は経路上の光ケーブルの折れ曲がりの発生などの要素で、回線の構築後でも伝送損失が悪化する場合はある。それらが発生しても回線を構築し続けられるように、一般にはマージンという余裕を見込んだ回線設計を行う。